# المجر في الألعاب الأولمبية الصيفية 1900
تنافست المجر في دورة الألعاب الأولمبية الصيفية لعام 1900 في باريس ، فرنسا . بشكل عام ، يتم الاحتفاظ بنتائج الألعاب النمساوية والهنغارية في الألعاب الأولمبية المبكرة منفصلة على الرغم من اتحاد الدولتين باسم النمسا والمجر . في المجموع ، فازوا بخمس ميداليات وانتهوا في المركز الحادي عشر في جدول ميداليات الألعاب الأولمبية الصيفية 1900.